# Hausen, Niederorschel
Hausen är en ortsteil i kommunen Niederorschel i Landkreis Eichsfeld i förbundslandet Thüringen i Tyskland. Hausen var en kommun fram till 1 januar 2019 när den uppgick i Niederorschel. Kommunen Hausen hade 416 invånare 2018.